# Société des amis d'Alexandre Dumas
La Société des amis d'Alexandre Dumas (SAAD), fondée en 1970, entretient la mémoire d'Alexandre Dumas et participe activement à la diffusion et la connaissance de son œuvre.

## Historique
La Société des amis d'Alexandre Dumas est créée en 1970 par Alain Decaux pour sauver le château de Monte-Cristo, alors menacé de destruction, et où elle a aujourd'hui son siège. Comptant plusieurs centaines d'adhérents en France et dans le monde, elle a été présidée successivement par Alain Decaux (1970-1997), Didier Decoin (1997-2006), Dominique Fernandez (2006-2010), Claude Schopp (2010-2022) et, depuis 2022, par Jocelyn Fiorina. 
Ses objectifs sont de :
- Rassembler les amis français et étrangers d'Alexandre Dumas.
- Organiser des évènements et manifestations autour d'Alexandre Dumas (père et fils) à destination de ses membres et du grand public.
- Assurer l'animation culturelle du château de Monte-Christo en y organisant des expositions, des colloques, etc.
- Faire connaître l'œuvre d'Alexandre Dumas en publiant chaque année un important Cahier Dumas.
- Rassembler des collections de livres, manuscrits, autographes et objets divers sur la vie et l'œuvre d'Alexandre Dumas.

Une première société des amis d'Alexandre Dumas avait été créée en 1932 pour veiller à la gestion et au développement du Musée Alexandre Dumas à Villers-Cotterêt. Sa présidente d'honneur était Jeannine d'Hauterive, petite-fille d'Alexandre Dumas fils.

## L'association aujourd'hui
De statut juridique loi de 1901, la SAAD dispense à ses adhérents de nombreuses conférences, sorties culturelles, visites privées et autres activités liés à l'œuvre d'Alexandre Dumas.
Elle est aussi sollicitée lors d'évènements importants qui nécessitent son expertise, par exemple lors des transferts de la dépouille d'Alexandre Dumas au Panthéon de Paris le 30 novembre 2002, à l'occasion du bicentenaire de sa naissance.
Enfin, elle porte, dans la mesure de ses moyens, son concours à de nombreuses initiatives privées et publiques : demandes de particuliers, production de films, de livres, visites et conférences pour les scolaires…

## Publications
- Les Cahiers Alexandre Dumas, publiés une fois par an sous forme d'un volume d'environ 150 à 400 pages illustrées et dirigés par Claude Schopp et Julie Anselmini. Chaque numéro est consacré à un thème précis, complété par une bibliographie dumasienne de l'année précédente[3].
- Aramis, magazine d'information de la SIAAD destiné à ses adhérents, et rédigé avec leur concours.
- Les collections de la SAAD / Fond bibliographique[4]